# Anna Kyoyama
Anna Kyoyama (恐山アンナ?, Kyōyama Anna) è un personaggio immaginario creato dal mangaka Hiroyuki Takei. Appare per la prima volta nella storia breve Anna l'itako (Itako no Anna) e viene successivamente ripresa dall'autore nei manga Butsu Zone, da cui è stato tratto un OAV, e Shaman King, che ha ispirato l'omonimo anime. In quest'ultima opera, cartacea ed audiovisiva, Anna occupa il ruolo della protagonista femminile della serie.
Il suo cognome, Kyoyama (恐山?), si scrive con gli stessi ideogrammi del nome del monte Osore.

## Descrizione

### Creazione e sviluppo
Anna esordisce in una storia breve di Shonen Jump, Anna l'itako del 1994 (in seguito pubblicata come capitolo speciale nell'ultimo tankobon di Butsu Zone), disegnata da Hiroyuki Takei a 22 anni, dopo che la seconda opera del mangaka vinse il premio Tezuka e lui cominciò a disegnare per Shonen Jump. Inizialmente, Takei aveva intenzione di scrivere una serie di manga con Anna protagonista, ma cambiò idea quando su Jump uscì una serie simile.
Anna fu poi impiegata da Takei in Butsu Zone e in Shaman King come aiutante dei protagonisti, sempre con alcuni particolari diversi (l'aspetto nel primo caso, le origini nel secondo) rispetto alla prima storia.

### Personalità
Anna è una itako (medium nel doppiaggio dell'anime del 2001 di Shaman King) residente sul monte Osore. Qui è stata abbandonata quando era una bambina, poi trovata da una itako (Kiyo in Anna l'itako e in Butsu Zone, Kino in Shaman King) che l'ha presa con sé ed è diventata la sua addestratrice. La giovane Kyoyama è in grado di evocare i defunti e fondersi con essi, replicandone i movimenti, le capacità e il modo di parlare.
Anna è solitamente disegnata come una ragazzina dai capelli biondi a caschetto (tranne in Butsu Zone, dove l'autore ha dovuto disegnarli più lunghi e raccolti in una coda perché erano uguali a quelli della protagonista del manga, Sachi), sui quali è annodato un foulard rosso (decorato con delle svastiche in Anna l'itako e con dei rombi bianchi in Butsu Zone), e con gli occhi azzurri (neri in Shaman King). Solitamente indossa un vestito nero e al collo porta una collana di perle.
Se caratterialmente a prima vista può sembrare una ragazza fredda, cinica, dura, tenace, intraprendente, decisa, distaccata e aggressiva che difficilmente si fa intimorire da qualcuno, in realtà Anna ha una personalità molto dolce, sensibile, generosa, altruista, premurosa, gentile, sentimentale, eroica, protettiva e coraggiosa, e tiene molto ai suoi amici. Il suo unico difetto (introdotto per la prima volta in Butsu Zone) è di essere molto attaccata ai soldi e parsimoniosa.

## Storia

### Anna l'itako
Nella storia in cui esordisce, Anna viene presentata come una giovane itako, cresciuta ed allevata dalla nonna adottiva Kiyo (anche lei itako) dopo la morte del nonno Alfred. In questa storia, Anna aiuta il giovane bonzo Renkyu e il capo del tempio, Jikaku Daishi, a proteggere la preziosa katana Harusame (nome che sarà poi impiegato per la spada di Amidamaru in Shaman King) da un perfido collezionista fanatico di katane, disposto ad uccidere pur di avere ciò che vuole. Per farlo, la giovane itako si fonde con lo spirito del precedente proprietario: il samurai Tojiro.

### Butsu Zone
L'Anna di Butsu Zone riprende per molti aspetti quella della precedente storia, anche lei infatti è in possesso dell'Harusame ed è cresciuta con la nonna Kiyo (Kiyo è in realtà solo la nonna adottiva, la castità è obbligatoria per le itako), ma introduce anche elementi che saranno ripresi in Shaman King: l'elevata capacità sensitiva (la giovane Kyoyama capisce subito che Jizo e Senju non sono umani, ma hotoke che hanno preso possesso di due statue che li rappresentano) e l'attaccamento al denaro della ragazza (quando incontra Sachi, Anna le chiede 1000 yen come ricompensa per averla salvata), che in seguito si scoprirà derivare dal desiderio di ritrovare i veri genitori senza usare le capacità di itako. Anna gestisce con la nonna (unica persona in grado d'intimorirla) un fatiscente ryokan nei pressi del monte Osore. Non è ancora una vera itako, in quanto non ha effettuato la cerimonia di yurushi (il rito iniziatico delle itako).
Nella storia, Anna dovrà essenzialmente aiutare il gruppo dei protagonisti a riparare il corpo di Senju; lo farà fondendosi con l'anima del butsushi (ossia lo scultore di statue buddiste), che creò il corpo nell'epoca Edo. Anna si rivelerà una buona amica per Sachi, e nel capitolo finale si scoprirà che ha preso una cotta per Ashura (precedentemente nemico dei protagonisti). Nell'ultima tavola, che vede i protagonisti cresciuti, Anna accompagnerà Sachi e gli altri nel loro viaggio finché l'amica non raggiungerà il Nirvana.

### Shaman King

#### Manga
All'inizio di quest'opera, Anna ha 13 anni. È la fidanzata del protagonista Yoh Asakura e sua futura moglie. In passato, è stata allieva di Kino Asakura (personaggio molto simile a Kiyo come disegno), nonna di Yoh ed anche lei, come Kiyo di Butsu Zone, itako che ha allevato Anna. Questa era stata abbandonata dal padre, che temeva i poteri della sua bambina, una reishi, una persona, cioè, capace di vedere nei cuori altrui. In questa serie, per la fusione con le anime Anna si serve del rosario che porta al collo (cosa non necessaria nelle precedenti storie). Successivamente, i suoi poteri saranno amplificati con la collana di 1080 perle, fabbricata da Kino, con cui Kyoyama riuscirà a controllare due shikigami, un tempo appartenenti ad Hao Asakura: Zenki e Kouki. Il sogno di Anna è quello di aprire un centro termale e vivere di rendita.
Anna vuole a tutti i costi che Yoh vinca il Torneo degli Sciamani per poter diventare la Regina degli Sciamani. Il ragazzo glielo aveva promesso da bambino dopo averla salvata dall'oni (demone) più grande generato dai pensieri della piccola Anna, che, sapendo vedere nei cuori altrui e, perciò, i pensieri malvagi, era colma d'odio. Perché Yoh riesca a vincere il torneo, Anna si trasferisce nella casa a Tokyo del ragazzo (nella città si terrà il primo girone), e non esita a sottoporlo ai più duri allenamenti, intimorendo chiunque provi a ribellarsi a lei (specialmente l'amico di Yoh, Manta).
Anna si rivelerà essere un personaggio molto importante per Yoh ed i suoi amici nella battaglia contro Hao, soprattutto a causa delle sue ampie conoscenze. Yoh dovrà anche cercare di proteggerla dal malefico gemello, che mostra un forte interesse nei confronti di Anna, dovuto anche alla grande somiglianza della ragazza con Asano (madre dell'originale Hao).
Nell'ultimo capitolo, Il poema di Funbari - dov'è protagonista il figlio di 7 anni che ha avuto con Yoh, Hana Asakura - Anna, ora ventunenne, fa solo una piccola apparizione alla fine: è avvolta in una mantella con cappuccio che le nasconde lo sguardo, ed è in compagnia di Yoh. Nell'edizione Kanzenban, però, torna insieme al protagonista, che adesso è suo marito, nella casa di Tokyo, dove Tamao Tamamura si è presa cura di Hana per 7 anni fingendosi sua madre; ora il bambino incontra i suoi veri genitori. Anna comparirà poi nel sequel Shaman King Flowers.

#### Anime (2001)
Nella versione americana dell'anime quando era piccola, salvò Yoh da un gruppo di spiriti malvagi, e si fece promettere che, appena divenuto Re degli Sciamani, il giovane le avrebbe chiesto di sposarlo; non si parla, dunque, delle capacità di reishi della ragazza. Inoltre, la collana dalle 1080 perle è un cimelio della famiglia Asakura che si trova ad Osorezan, nel fiume di Sai, che collega il mondo dei vivi e quello dei morti. Dopo essersene impossessata per sconfiggere Hao, Anna rafforza la sua mente purificandosi nelle Cascate di Iris, per evitare che i forti poteri della collana la facciano impazzire.

## Apparizioni in altri media
Insieme ad altri protagonisti delle serie di Shōnen Jump, Anna è un personaggio giocabile nei videogiochi per Nintendo DS Jump Super Stars' e Jump Ultimate Stars. Inoltre appare nel videogioco Shaman King: Master of Spirits, tratto dalla serie televisiva.

## Accoglienza
Anna è la mascotte ufficiale della polizia della prefettura di Aomori, città natale dell'autore e, nella finzione, della stessa Anna. In un sondaggio sulla popolarità di Shaman King risalente al 2018, Anna è stata votata come il terzo personaggio più popolare della serie. Winfrey Widjijanto di Honey's Anime ha classificato Anna come il settimo miglior personaggio della serie. Anthony Mazzuca di CBR ha classificato Anna come uno dei migliori cinque sciamani della serie. Cecilia Riviere dello stesso sito ha classificato Anna come il sesto personaggio più potente della serie.